# Hometown!
Hometown! è un album discografico Live del gruppo di folk irlandese dei The Dubliners, pubblicato dall'etichetta discografica Columbia Records nel 1972.

## Tracce
Lato A
1. Molly Maguires (Bill Martin, Phil Coulter)
2. Take It Down from the Mast (Tradizionale; arrangiamento The Dubliners)
3. Sons of Roisin (Luke Kelly)
4. Barney's Mozart (Mozart; arrangiamento The Dubliners)
5. Raglan Road (Part 1) (Patrick Kavanagh[1], Luke Kelly)

Lato B
1. Raglan Road (Part 2) (Patrick Kavanagh, Luke Kelly)
2. The Comical Genius (Tradizionale; arrangiamento The Dubliners)
3. The Breeze (Tradizionale; arrangiamento The Dubliners)
4. Octopus Jig (Tradizionale; arrangiamento The Dubliners)
5. Three Lovely Lassies from Kimmage (Tradizionale; arrangiamento The Dubliners)
6. Hand Me Down My Bible (Bill Martin, Phil Coulter)
7. Monto (Tradizionale; arrangiamento The Dubliners)

## Formazione
- Ronnie Drew - chitarra, mandolino, voce
- Barney McKenna - banjo, chitarra, mandolino
- Luke Kelly - chitarra, banjo, tin whistle, voce
- John Sheahan - violino, tin whistle, chitarra
- Ciarán Bourke - chitarra, tin whistle, voce

Note aggiuntive
- Phil Coulter - produttore
- Registrato dal vivo al National Stadium di Dublino, Irlanda
- Patrick Monaghan - fotografia copertina (frontale)
- Ruan O'Lochlainn - fotografia retrocopertina[2]